# 2021年薩摩亞大選
2021年薩摩亞大選於2021年4月9日（星期五）舉行，選出新一屆萨摩亚立法大会的議員。

## 選舉制度
2019年修憲後，新一屆議會的議員由51個單議席選區選出。女性需佔議員總數的至少10%，如果當選的女性議員少於5名（憲法第44條第1A款寫明是5名，但根據薩摩亞上訴法院於2021年6月2日宣佈的判決結果6名才符合憲法），額外席位將給予得票率最高的女性敗選者以增加女性議員人數。
候选人必须是年满21岁的“马他伊”（即酋长阶层成员），且在提名日期之前在该国定居至少三年。公务员和患有精神疾病的人没有资格成为候选人。因贿赂或违反选举法而被定罪的人，以及被判处两年以上徒刑（包括死刑）的人也没有候选资格。
提前投票於2021年4月5日開始。

## 選舉結果
人权保护党以55.4%的得票率獲得25席，“薩摩亞信仰統一”党以36.6%的得票率獲得25席，独立人士获得1席。有5名女性當選，由於憲法要求女性議員需佔至少10%，當局以此理由加入額外1名女性議員，新增席位由人權保護黨取得，從而使該黨在新一屆議會佔有26席，但最高法院於2021年5月17日認定此舉違憲，因此人權保護黨只有25席。另一方面，唯一的獨立議員在選舉後加入「薩摩亞信仰統一」黨，從而使該黨在最高法院判決後獲得議會過半數。最高法院同日推翻國家元首早前要求舉行另一次大選的決定。
2021年6月2日，上訴法院判決「6名女性議員」才符合憲法的10%女性議員規定，但加入第6名女性議員需等待所有選舉訴訟和補選完成後方可進行。
2021年6月18日，法院判決一名隸屬人權保護黨的當選議員因賄賂等指控成立而失去議席，所屬選區需要舉行補選。
關於本次選舉的法律爭議導致2021年薩摩亞憲政危機，直至「薩摩亞信仰統一」黨的菲婭梅·內奧米·馬塔阿法於2021年7月23日獲上訴法院確認為新總理後，前總理图伊拉埃帕·萨伊莱莱·马利埃莱额奥伊始承認選舉失利及交出權力。

## 另見
- 2025年薩摩亞大選